# BANK/MABSOCIETY
BANK/MABSOCIETY是一家位于上海市黄浦区香港路59号（上海银行工会大楼）的美术馆，2013年7月创办。不定期举办现代艺术特展。